# STS-59
La STS-59 è una missione spaziale del Programma Space Shuttle.

## Equipaggio
- Sidney M. Gutierrez (2) - Comandante
- Kevin P. Chilton (2) - Pilota
- Linda M. Godwin (2) - Specialista di missione
- Jay Apt (3) - Specialista di missione
- Michael R. Clifford (2) - Specialista di missione
- Thomas D. Jones (1) - Specialista di missione

Tra parentesi il numero di voli spaziali completati da ogni membro dell'equipaggio, inclusa questa missione.